# Масерија Боцели (Потенца)
Масерија Боцели (итал. Masseria Bozzelli) је насеље у Италији у округу Потенца, региону Базиликата.
Према процени из 2011. у насељу је живело 41 становника. Насеље се налази на надморској висини од 850 м.